# Georg Schraepel
Georg Heinrich Friedrich Wilhelm Schraepel (* 26. Juni 1898 in Braunschweig; † 4. Januar 1969 in Osterode am Harz) war ein deutscher Jurist, SS-Standartenführer und Chef des Personalamtes im Reichssicherheitshauptamt (RSHA).

## Biografie bis 1933
Schraepel war Teilnehmer am Ersten Weltkrieg. Ab 1919 nahm er ein Studium der Rechtswissenschaften auf. Bis 1926 legte er die beiden juristischen Staatsexamen ab. Am 1. Juni 1926 begann er seinen Berufsweg als Regierungsassessor bei der Kreisdirektion Holzminden und wurde ab dem 15. Juni 1927 am Landesfürsorgeamt in Braunschweig eingestellt.
1928 wechselte er zum Polizeipräsidium Braunschweig zur Abteilung I: Gewerbe-, Feuer- und Wasserpolizei, und befasste sich daneben mit Aufgaben zur Bearbeitung der Staatsangehörigkeit. Zum Leiter der Abteilung II im Braunschweiger Polizeipräsidium, der Kriminalpolizeistelle Braunschweig, wurde er am 1. April 1930 ernannt, wobei er den Dienstgrad eines Regierungsrats trug.

## Zeit des Nationalsozialismus
Am 1. Mai 1933 trat er in die NSDAP (Mitgliedsnummer 2.803.114) ein. 1936 leitete er als Kripo-Chef die Ermittlungen zum Schwerverbrecher Friedrich Opitz wegen Eisenbahnattentaten, Raubüberfällen und Raubmorden. Vom 1. Februar 1939 bis zum 15. April 1939 erfolgte seine Abkommandierung ins Reichskriminalpolizeiamt (RKPA), anschließend folgte die Übernahme der Leitung der Kriminalpolizeistelle Bochum. Den Befehl zum Einrücken zur Einsatzgruppe I erhielt er am 17. August 1939 in Wien. Dort beschäftigte er sich zwei Tage mit dem Studium der Schrift Polen als geschichtliche Hypothek von SS-Standartenführer Franz Six, um dann als Angehöriger des Stabs der Einsatzgruppe I unter Führung von SS-Brigadeführer Bruno Streckenbach am Überfall auf Polen teilzunehmen.
Der Einsatz mit der Einsatzgruppe endete am 19. November 1939. Ab dem 1. Oktober 1939 übernahm er die Leitung der Kriminalpolizei im Amt V beim Befehlshaber der Sicherheitspolizei und des SD im Generalgouvernement  in Krakau bis zum 31. März 1941. Danach wechselte er auf Anforderung von Streckenbach zum 1. April 1941 ins RSHA als Leiter der Abteilung I A/3, die die Personalien der Kriminalpolizei bearbeitete. Seine Beförderung zum Oberregierungs- und Kriminalrat erfolgte am 21. Juni 1941. Am 26. November 1942 trat er in die SS (Mitglieds-Nr. 450.696) ein, wobei er später behauptete, dies sei im Zuge der Dienstgradangleichung geschehen. Diese Formel wurde von SS-Angehörigen nach 1945 verwendet, um einen freiwilligen Beitritt zur SS zu leugnen. 
Am 21. Dezember 1942 wurde er zum Regierungsdirektor ernannt. Zum SS-Sturmbannführer wurde er am 9. November 1943 befördert. Das Referat I A/2 im RSHA übernahm er am 22. November 1943, nachdem der bisherige Leiter SS-Hauptsturmführer Gustav vom Felde bei einem Luftangriff ums Leben gekommen war. Von Januar 1944 an führte er auch die Abteilung I A/4 im RSHA, die die Personalien der Sicherheitspolizei (SiPo) und der Gestapo bearbeitete, wobei er die Amtsgeschäfte von SS-Obersturmbannführer Werner Braune übernahm. Zum 31. Mai 1944 wurde er mit Wirkung vom 20. April 1944 zum SS-Standartenführer befördert. In einer Quelle wird angegeben, dass er ab 1945 das Personalamt im RSHA führte.

## Nürnberger Prozess und Nachkriegskarriere
Im Rahmen des Prozesses gegen die Hauptkriegsverbrecher in Nürnberg wurde er am 27. November 1946 im Camp Natternberg vernommen. Dabei verschwieg er in seinen persönlichen Angaben die Zugehörigkeit zur Einsatzgruppe I. In seinen Aussagen zu Personalfragen von Angehörigen der Gestapo behauptete er, dass Verbrechen innerhalb des Dienstes schärfstens geahndet wurden. Über diese Verbrechen hätte die Masse der Gestapo-Beamten, auch der Vollzugsbeamten, erst nach Beendigung des Krieges erfahren.
Seine Legende über die Gestapo war auch mit einer persönlichen Entlastungsaussage verbunden. Er habe in keinem der Gespräche, die er mit viel Beamten in persönlichem Kontakt geführt habe, eine einzige verbrecherische Handlung erfahren, auch habe sich niemand über solche beklagt. Er habe also von Verbrechen der Gestapo keine Kenntnisse gehabt. Nach dreijähriger Internierung wurde er ohne Anklage entlassen.
In Braunschweig wurde er im Jahre 1951 als Sozialdezernent eingestellt und war zudem Richter bei einem Sozialgericht. Für das Land Niedersachsen erfolgte 1961 die Ernennung zum Landessozialrichter. Es ist nicht bekannt, dass jemals eine Staatsanwaltschaft gegen ihn Ermittlungen aufgenommen hat.
Es gab Ermittlungen der Staatsanwaltschaft Berlin zum RSHA. Gegen ihn wurde im Verfahren 1 Js 4/65 (RSHA) ermittelt.